# John Garfield
Pour les articles homonymes, voir Garfield.
John Garfield est un acteur américain né le 4 mars 1913 dans le Lower East Side, mort d'une crise cardiaque le 21 mai 1952 à New York.
Il est l'incarnation du rebelle dans le cinéma hollywoodien des années 1940. Son jeu moderne en fit un modèle pour des acteurs tels que James Dean, Montgomery Clift, Alain Delon et Robert De Niro,.
Dans les années 1950, il est une des victimes du maccarthysme et est inscrit sur la liste noire du cinéma.

## Biographie
John Garfield, né Jacob Julius Garfinkle,, le 4 mars 1913 à New York est le fils de David Garfinkle, travailleur de l'industrie du vêtement, et de Hannah Garfinkle. Au terme d'une enfance difficile dans le quartier de Brooklyn, il est envoyé dans une maison de correction où il découvre la boxe et le théâtre,,.
Il gagne un concours d'éloquence organisé par le New York Times, ce qui lui permet de devenir l'élève de Maria Ouspenskaya, célèbre actrice d'origine russe adepte de la méthode Stanislavski, à l'American Laboratory Theater. Garfield débute à Broadway en entrant dans la prestigieuse troupe du Civic Repertory Theatre, dirigée par Eva Le Gallienne, et en 1932, il fait une brève apparition dans Lost Boy.
Après quelques années passées au sein du Group Theatre,, collectif de dramaturges, metteurs en scène et acteurs qui imposa de nouveaux sujets et un jeu plus naturaliste, Garfield tente sa chance à Hollywood. Cependant il refuse les contrats qui lui sont proposés par la Warner Bros et Universal Studios (Counsellor at Law, 1933), car il se considère encore comme un acteur de théâtre. 
En 1938, il est nommé en tant que meilleur second rôle, pour Rêves de jeunesse de Michael Curtiz. La même année, il signe un contrat avec la Warner Bros.
Lors de l'entrée en guerre des États-Unis, l'acteur est réformé pour un problème cardiaque,(résultat d'une maladie infantile) mais contribue à l'effort de guerre à sa manière, en organisant des spectacles sur les différents fronts et en joignant la Ligue Anti-Nazi d'Hollywood.
Garfield accède enfin aux grands rôles (Nid d'espions, Destination Tokyo, Humoresque) et est nommé en tant que meilleur acteur pour sa prestation dans Sang et Or en 1947.
Très engagé politiquement, il signe à la fin des années 1940 une pétition en faveur des « Dix d'Hollywood », en pleine chasse aux sorcières anti-communiste. Appelé à témoigner devant la Commission des activités anti-américaines en 1951, il refuse de donner des noms de membres du parti ou de sympathisants. Ce refus de coopérer le place sur la fameuse « liste noire »,.
Menace dans la nuit sera son dernier film. Rongé par l'acharnement maccarthyste, et après un baroud d'honneur sur les planches de Broadway (Golden Boy de Clifford Odets), John Garfield meurt d'une crise cardiaque le 21 mai 1952 à New York,.

## Filmographie
Cinéma
- 1938 : Rêves de jeunesse (Four daughters) de Michael Curtiz
- 1939 : Je suis un criminel (They made me a criminal) de Busby Berkeley
- 1939 : Blackwell's Island de William C. McGann
- 1939 : Juarez de William Dieterle
- 1939 : Filles courageuses (Daughters courageous) de Michael Curtiz
- 1939 : Jeunesse triomphante (Dust Be My Destiny) de Lewis Seiler
- 1939 : Quatre Jeunes Femmes (Four Wives) de Michael Curtiz
- 1940 : Le Château de l'angoisse  (Castle on the Hudson) d'Anatole Litvak
- 1940 : Saturday's Children de Vincent Sherman
- 1940 : Flowing gold de Alfred E. Green
- 1940 : Tête chaude (East of the River) de Alfred E. Green
- 1941 : Le Vaisseau fantôme (The Sea Wolf) de Michael Curtiz
- 1941 : Out of the Fog d'Anatole Litvak
- 1941 : Dangerous they live de Robert Florey
- 1942 : Tortilla flat de Victor Fleming
- 1943 : Air Force d'Howard Hawks
- 1943 : Destination Tokyo de Delmer Daves
- 1943 : Show business at war de Louis de Rochemont
- 1943 : Nid d'espions (The fallen sparrow) de Richard Wallace
- 1943 : Remerciez votre bonne étoile (Thank your lucky stars) de David Butler
- 1944 : Between two worlds de Edward A. Blatt
- 1944 : Hollywood Canteen de Delmer Daves : Cameo
- 1945 : La Route des ténèbres (Pride of the marines) de Delmer Daves
- 1946 : Le facteur sonne toujours deux fois (The Postman Always Rings Twice) de Tay Garnett
- 1946 : Meurtre au port (Nobody Lives Forever) de Jean Negulesco
- 1946 : Humoresque de Jean Negulesco
- 1947 : Sang et or (Body and soul) de Robert Rossen
- 1947 : Le Mur Invisible (Gentleman's Agreement) d'Elia Kazan
- 1947 : Femme ou Maîtresse (Daisy Kenyon) de Otto Preminger
- 1948 : L'Enfer de la corruption (Force of Evil) de Abraham Polonsky
- 1949 : Les Insurgés (We were strangers) de John Huston
- 1949 : L'Ange de la haine (Jigsaw) de Fletcher Markle
- 1950 : Trafic en haute mer (The Breaking point) de Michael Curtiz
- 1950 : La Belle de Paris (Under My Skin) de Jean Negulesco
- 1951 : Menace dans la nuit (He ran all the Way) (+ producteur, non crédité à ce titre) de John Berry

Courts-métrages
- 1938 : Swingtime in the movies de Crane Wilbur
- 1940 : Meet the stars#1: Chinese Garden Festival de Harriet Parsons
- 1946 : Screen snapshot : The Skolsky party de Ralph Staub
- 1947 : Screen snapshots : Out-of-this-world series de Ralph Staub

Doublage
- 1948 : Les Années difficiles (Anni difficili) de Luigi Zampa (narrateur de la version américaine)